# Drospirenon
Drospirenon (łac. Drospirenonum) – progestagen o działaniu antyandrogennym, czyli hamującym aktywność hormonów męskich. Zmniejsza np. wydzielanie łoju, czy wzrost wagi.

## Preparaty złożone
- Yasminelle – tabletki (Drospirenonum 3 mg + Ethinylestradiolum 0,02 mg)[2]
- Yasmin – tabletki (Drospirenonum 3 mg + Ethinylestradiolum 0,03 mg)[3]